# Godronierung

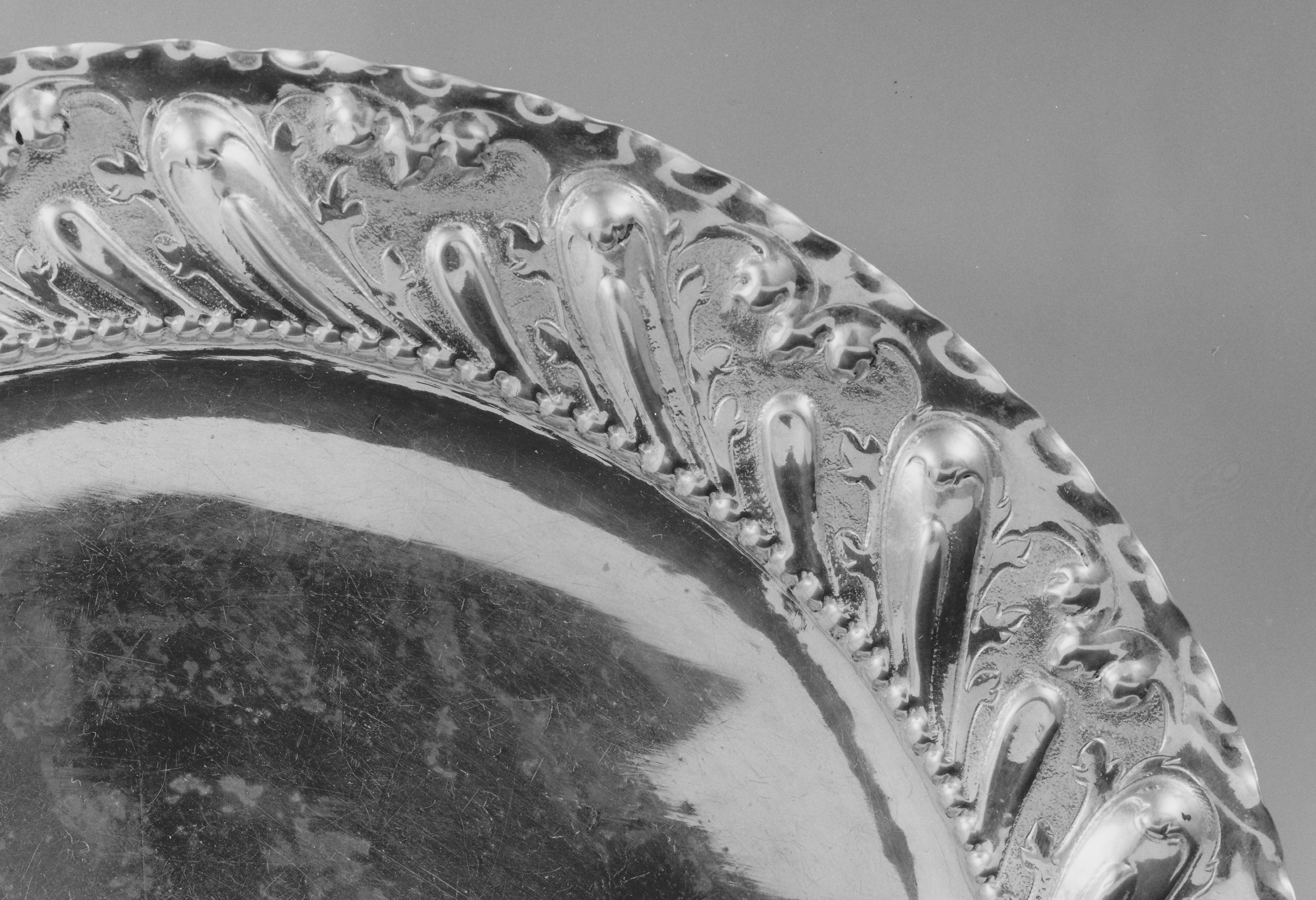
Godronierter Rand an einem Silberteller, Bremen um 1700. (Bremen, Focke-Museum)

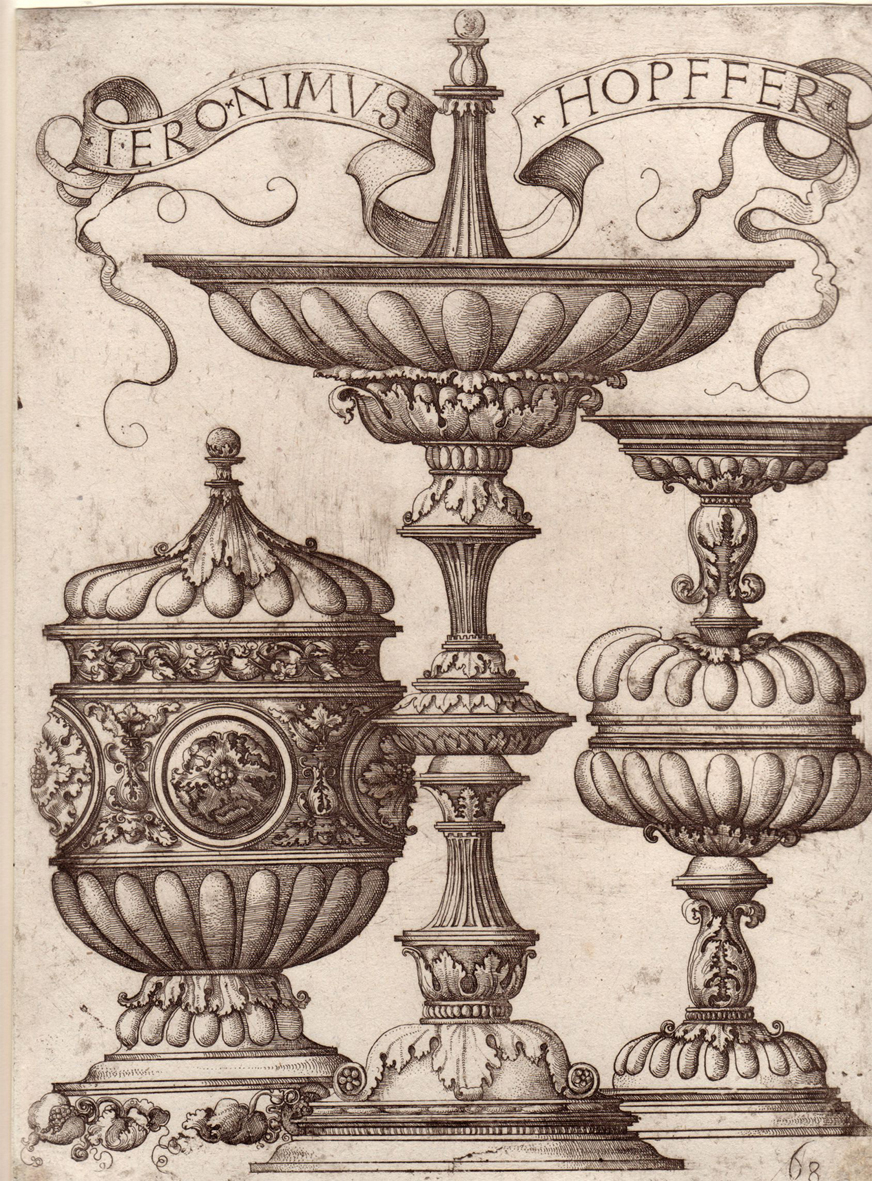
Kelchentwürfe mit godronierten Rippenmustern, um 1540

Eine Godronierung (auch Godron, aus franz. goder Falten werfen) ist eine ornamentale Oberflächen- oder Randverzierung, bei der bestimmte Zonen eines runden Gefäßes mit radialen, meist schräg gestellten und geschweiften, in einer Rundung endenden Rippen dekoriert werden. Auch die gerade auf einen Mittelpunkt gerichteten, langgezogenen Buckel auf Metallarbeiten der Renaissance werden oft so benannt. Ausgehend von der Goldschmiedekunst, manchmal auch auf andere Materialien übertragen, war die Godronierung vom 16. bis ins 18. Jahrhundert verbreitet. Bei Metallarbeiten sind die Godrons im Unterschied zur konkaven Kannelierung stets konvex nach außen gewölbt, wobei die Grundform von innen heraus getrieben wird, feinere Oberflächenstrukturen aber durch Ziselieren von außen eingearbeitet sein können. Einfache Buckelreihen, Eierstabmotive und schlichte Faltungen werden im Kunsthandwerk nicht als Godrons bezeichnet.